# 苻方
苻方（？—385年），中國五胡十六國時代人物，前秦开国皇帝苻健的第五子。
351年正月二十日，苻健即天王、大单于位，立国号为大秦，改年号为皇始，封苻方为高阳公。次年，苻方进封高阳王。354年，苻健派太子苻苌、丞相苻雄、淮南王苻生、平昌王苻菁、北平王苻硕率众五万兵阻击东晋桓温。357年，苻方的三哥苻生被废，堂兄苻坚称天王，苻方降为高阳公。他的七弟淮阳公苻腾、八弟晋公苻柳、十弟魏公苻廋、十一弟燕公苻武、十二弟赵公苻幼先后反对苻坚而被杀，苻方却一直活到苻坚晚年。384年，苻坚听说西燕慕容冲逼近长安，派抚军大将军苻方戍守骊山，命平原公苻暉为都督中外诸军事、车骑大将军、录尚书事，率军五万抵抗慕容冲。385年，慕容冲在骊山打败前秦苻方，杀掉了苻方。苻方谥号愍（高阳愍公）。